# Polizeiruf 110: Heiße Münzen
Heiße Münzen ist ein deutscher Kriminalfilm von Hans Joachim Hildebrandt aus dem Jahr 1975. Der Fernsehfilm erschien als 31. Folge der Filmreihe Polizeiruf 110.

## Handlung
Zwei Tage vor der Eröffnung einer Münzausstellung wird nachts in ein Schlossmuseum eingebrochen. Die wertvollsten Münzen werden gestohlen, der Schaden beläuft sich auf über 200.000 Mark. 
Unzureichende Sicherheitsvorkehrungen haben es den Dieben leicht gemacht. 
Restaurator Romer, der als Nachtwache auf einem Rundgang ist, hat vom Einbruch nichts mitbekommen. Erst der mit ihm verfeindete Museumsdirektor Illinger, der plötzlich eintrifft, bemerkt den Einbruch und verständigt sofort die Polizei. Oberleutnant Peter Fuchs und Kriminalmeister Lutz Subras übernehmen die Ermittlungen. Für die Kriminalisten wird dieser Fall zum Wettlauf mit der Zeit, denn bis zur Eröffnung der Ausstellung müssen die gestohlenen Münzen wieder im Museum sein.
Für den nächsten Morgen hatte Illinger eine Abnahme der Ausstellung anberaumt. Die Münzen legte Romer ohne Absprache bereits am Vorabend in die Schaukästen, obwohl sie im Tresor bleiben sollten. 
Misstrauen unter den Kollegen und Eifersüchteleien der Mitarbeiterinnen erschweren die Aufklärung. Der Verdacht liegt nahe, dass ein Mitarbeiter des Museums in den Fall verstrickt ist.
Bei der Abnahme erscheinen alle Mitarbeiter, außer Romers Tochter Sabine Fechner. Diese hat die Nacht mit Kunstkeramiker Hans-Joachim Geschke im Hotel Zernitz verbracht und kommt ahnungslos am Morgen zu spät zur Arbeit. Romer behauptet, er habe ihr nichts von der Abnahme erzählt und Sabine bestätigt, nichts davon gewusst zu haben.
Für die Ermittler sind zunächst Romer und auch Illinger tatverdächtig. Romer hatte die Münzen in die Schaukästen gelegt und angeblich den Einbruch nicht bemerkt, obwohl er nachts mehrere Kontrollgänge machte. Illinger wiederum ist selbst begeisterter Numismatiker und hat für die Nacht kein Alibi. Er gab vor, direkt von einer Dienstreise noch einmal nachts im Museum vorbeigeschaut zu haben, war jedoch in Wirklichkeit vorher zu Hause. Er sei schließlich nachts aus dem Bett aufgestanden, weil ihn eine vage Unruhe erfasst habe. Daher sei er noch einmal ins Museum gefahren.
Die Ermittler befragen auch Sabine Fechner und Hans-Joachim Geschke. Beide sagen aus, die Nacht gemeinsam verbracht zu haben. Der Barkeeper Hänschen bestätigt, dass beide gegen 22 Uhr die Bar verlassen haben und aufs Zimmer gegangen sind. Weitere Punkte helfen den Ermittlern nicht weiter: Hans-Joachim Geschke hat ein loses Verhältnis zu seiner Mitarbeiterin Grit Heßler, macht Geschäfte mit antiquarischen Möbeln mit Romer, der wiederum die Beziehung von Geschke zu seiner Tochter nicht gerne sieht.
Während Peter Fuchs im Hotel Zernitz untersucht, wie man das Hotel unbemerkt verlassen kann, beschattet Lutz Subras das Haus von Romer. Als Illinger dort eintrifft, erhält Subras von Fuchs den Auftrag, weiter zu observieren. Dennoch betritt Subras nach langer Wartezeit die Werkstatt von Romer. In einem Kästchen findet er alte Münzen und wird kurze Zeit später von einem Unbekannten niedergeschlagen. Romer findet Subras und benachrichtigt die Polizei. Er weiß nicht, wie die Münzen in sein Kästchen gekommen sind. Erst jetzt gesteht Sabine, dass ihr Vater ihr von der bevorstehenden Abnahme erzählt hatte. Möglicherweise habe sie im Hotel an der Bar davon berichtet, da sie sehr betrunken gewesen sei.
Peter Fuchs weiß nun, wer der Täter ist: Hans-Joachim Geschke. Der Barkeeper hatte Geschke am Abend in den Kellerräumen des Hotels gesehen, durch die man nach außen gelangen kann. Sabine schlief ihren Rausch aus und bekam von der Abwesenheit Geschkes nichts mit. Peter Fuchs begibt sich zu Geschke, der die gestohlenen Münzen in einem Keramikgefäß versteckt hatte. Auch seine Mitarbeiterin Grit Heßler war hinter Geschkes Machenschaften gekommen und hat kurz vor der Ankunft der Ermittler das Gefäß zerschlagen. Geschke sammelt gerade die Münzen auf, als er von der Polizei verhaftet wird.

## Produktion

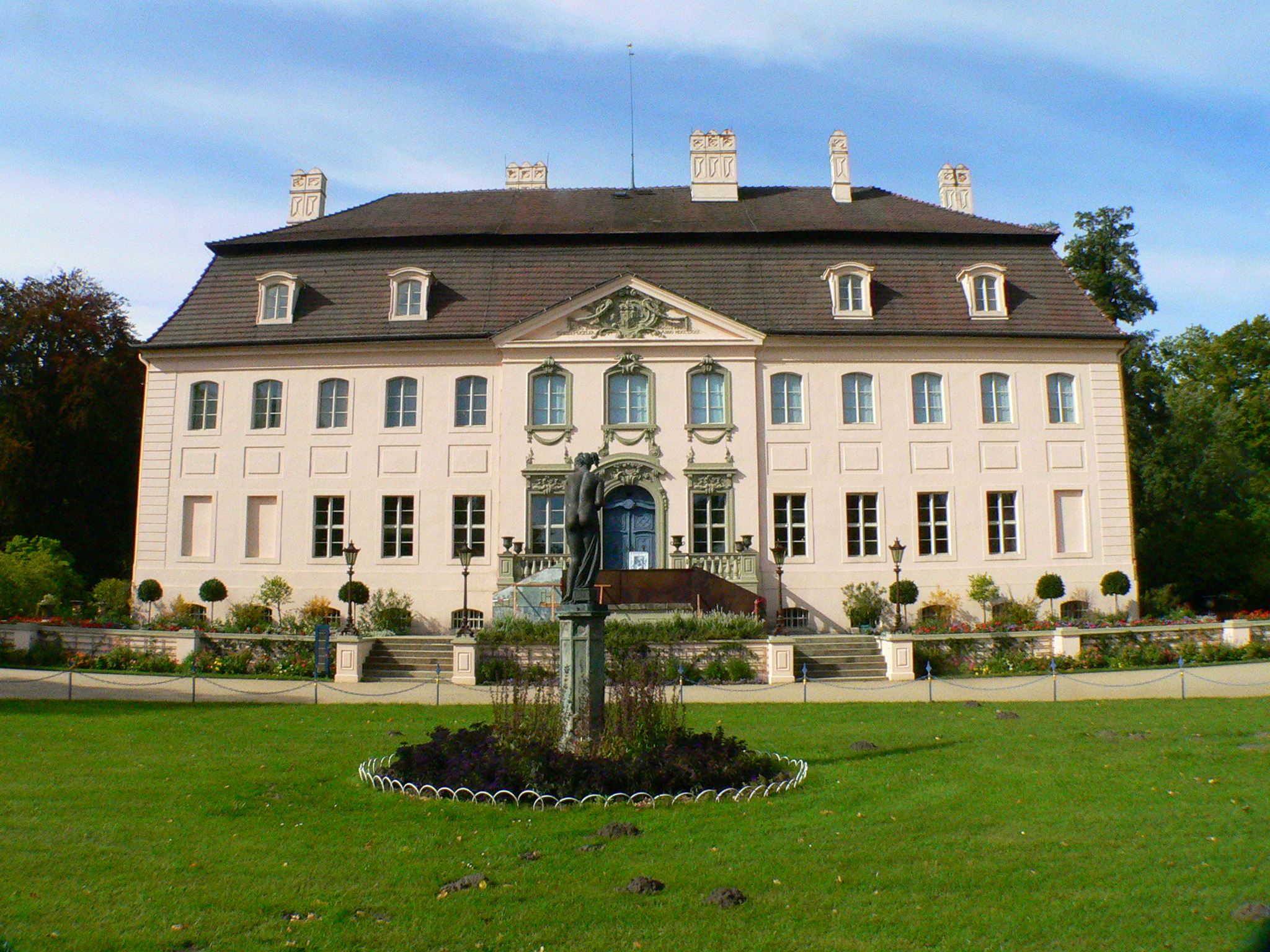
Schloss Branitz, ein Drehort des Films

Heiße Münzen wurde von 18. November 1974 bis 15. Januar 1975 in Berlin, Eichwalde und Bergen auf Rügen gedreht. Als Hotel Zernitz diente das Rügenhotel Sassnitz, während das Schloss im Film Schloss Branitz bei Cottbus war. Die Filmbauten stammen von Jürgen Malitz. Der Film erlebte am 19. Mai 1975 im 1. Programm des Fernsehens der DDR seine Fernsehpremiere. Die Zuschauerbeteiligung lag bei 51,8 Prozent.
Es war die 31. Folge der Filmreihe Polizeiruf 110. Oberleutnant Peter Fuchs ermittelte in seinem 20. Fall und Kriminalmeister Lutz Subras in seinem 14. Fall.